# Helicopelta
Helicopelta là một chi ốc biển, là động vật thân mềm chân bụng sống ở biển trong họ Addisoniidae.

## Các loài
Các loài trong chi Helicopelta gồm:
- Helicopelta helicopelta Marshall, 1996[3]
- Helicopelta rotricola Marshall, 1996[4]